# Turbinenanlage Stäubiloch
Die Turbinenanlage Stäubiloch war eine Wasserkraftanlage, die das Hotel Reinhard auf Melchsee-Frutt im Kanton Obwalden in der Schweiz mit elektrischer Energie bis zum Jahr 1954 versorgte.

## Geschichte
Das Stäubiloch war der natürliche Ablauf des Melchsees in die Grosse Melchaa. Das Wasser versickerte in dieser Karsthöhle und kam erst an mehreren Stellen weiter unten wieder ans Tageslicht. Am 8. Juni 1904 erteilte der Regierungsrat des Kantons Obwalden Albert Reinhard-Bucher eine Konzession zum Bau und Betrieb einer Wasserkraftanlage mit einer installierten Leistung von 40 PS (ca. 30 kW). Reinhard-Bucher installierte 1904 die Turbinenanlage. Damit wurde das Hotel Reinhard bis 1954 mit elektrischer Energie versorgt. Die Fallhöhe betrug 13 m, die Gleichstrommaschine hatte eine Nennspannung von 200 V und die Regelung der Anlage, welche mit einer Francis-Turbine ausgestattet war, erfolgte von Hand.
Die Konzession für die Anlage war auf 50 Jahre vergeben und lief im Jahre 1954 aus. Heute (Stand 2018) sind nur noch wenige Reste der ehemaligen Anlage sichtbar. Anstelle der Turbinenanlage wurde ab 1955 das Kraftwerk Hugschwendi gebaut, das jedoch im Talboden auf der Stöckalp steht und damit ein Bruttogefälle von 830 Metern ausnutzt.

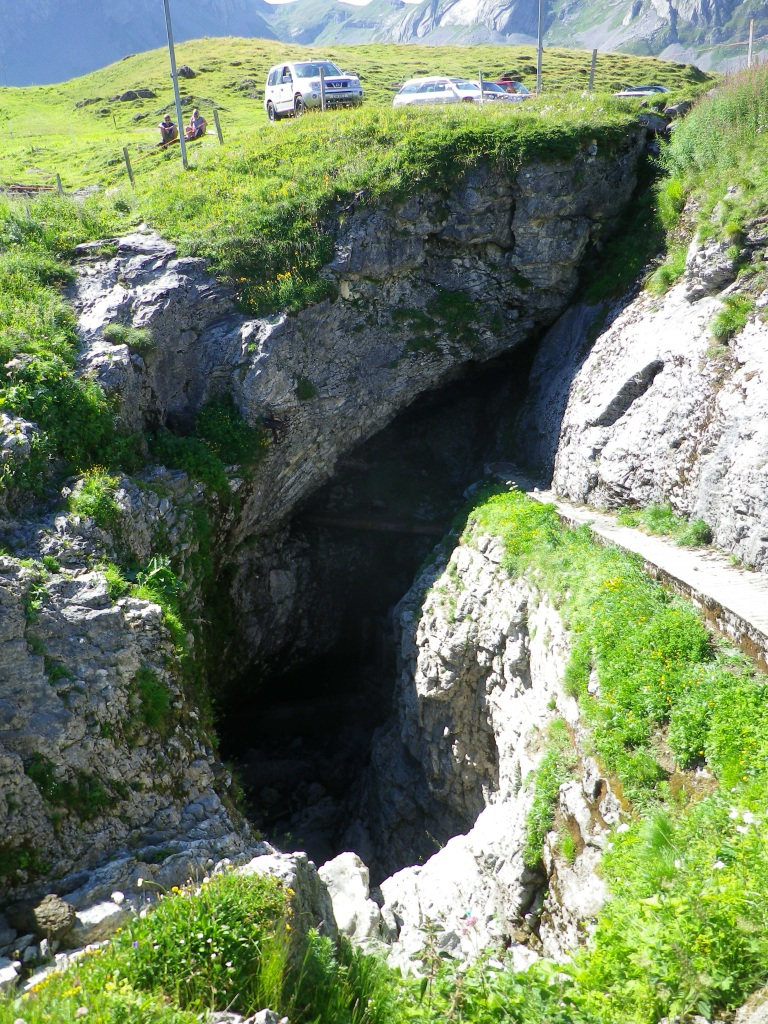
Stäubiloch (2012)